# Новочеркаська сільська рада
Новочерка́ська сільська рада (рос. Новочеркасский сельский совет) — сільське поселення у складі Сарактаського району Оренбурзької області Росії.
Адміністративний центр — село Новочеркаськ.

## Історія
Станом на 2002 рік селище Правобережний перебувало у складі Білєвського району.

## Населення
Населення — 2388 осіб (2019; 2606 в 2010, 2900 у 2002).

## Склад
До складу сільської ради входять:
| Населений пункт       | Населення, осіб (2002) | Населення, осіб (2010) |
| --------------------- | ---------------------- | ---------------------- |
| Єлшанка, село         | 175                    | 130                    |
| Комишино, село        | 386                    | 343                    |
| Красногор, село       | 593                    | 526                    |
| Новочеркаськ, село    | 1236                   | 1070                   |
| Островне, село        | 510                    | 456                    |
| Правобережний, селище | 87                     | 81                     |